# TS Entertainment
A TS Entertainment (em coreano:  TS 엔터테인먼트) é uma gravadora e agência de entretenimento sul-coreana, fundada em 2008 por Kim Tae-song. Está localizada no 788-6, Hannam-dong, Yongsan-gu, em Seul. A empresa é responsável por gerenciar grupos de ídolos como o Secret, B.A.P, Sonamoo, TRCNG e o duo de hip-hop Untouchable.

## Processos movidos pelos artistas da agência
Jieun: Em Agosto de 2017, ex-integrante do grupo feminino SECRET, Jieun entrou com um processo no Conselho de Arbitragem Comercial da Coreia para verificar que seu contrato com a TS Entertainment não é mais válido por conta da empresa não estar seguindo os termos assinados, incluindo gerenciamento básico e falta de pagamentos.
Hyosung: Hyosung, ex-integrante do grupo feminino SECRET revelou que entrou com uma ação civil contra a TS Entertainment em setembro de 2017 para confirmar que seu contrato com a agência não é mais válido.
B.A.P: Todos os integrantes do grupo B.A.P, Yongguk, Himchan, Daehyun, Youngjae, Jongup, Zelo, entraram com uma ação civil contra a TS Entertainment em 27 de Novembro de 2014. O grupo abriu um processo contra sua gravadora para anular seu contrato devido às situações injustas e má distribuição de lucros.
Sleepy: O rapper Sleepy entrou com uma ação judicial contra a TS para rescindir o seu contrato. Ele afirmou que não recebeu uma declaração detalhada de seus lucros, apesar dos pedidos, e afirmou ainda que as despesas de aluguel e administração de seu dormitório não foram pagas pontualmente de julho a dezembro de 2018, causando um inconveniente para ele.
Nahyun e Sumin: Em 23 de setembro,  Nahyun e Sumin, ex-integrantes do grupo SONAMOO, entraram com pedido para rescindir seus contratos com a TS Entertainment em maio. No entanto, como ainda não recebia uma resposta da agência, procuraram representação legal em agosto de 2019.
Wooyeop e Taeseon: Wooyeop e Taesun, ex-integrantes do grupo TRCNG, entraram com uma ação judicial no dia 18 de novembro de 2019 contra a empresa por abuso e violência e abusos psicológicos. Na nota do advogado Jung Ji-Suk, que representa os dois, afirma que os garotos enviaram um certificado à companhia no dia 4 de novembro notificando o término de seus contratos exclusivos. Além disso, eles fizeram boletins de ocorrência na Agência da Polícia Metropolitana de Seul contra dois indivíduos, entre eles o diretor Park Sang-Hyun, por crimes como abuso infantil e ferimentos resultados de violência física. Os atos teria ocorrido em 12 de novembro de 2019. Taeseon testemunhou um membro do seu grupo ser atingido por uma cadeira de metal, e Wooyeop disse que já foi hospitalizado por causa dos maus tratos.

## Artistas
Grupos
| Estreia | Artista | Gênero    | Membros                                                                   | Líder        | Ano do Disband | Nome do fã-clube     |
| ------- | ------- | --------- | ------------------------------------------------------------------------- | ------------ | -------------- | -------------------- |
| 2009    | SECRET  | Feminino  | Hana                                                                      | Jun Hyoseong | 2014           | SECRET TIME          |
| 2012    | B.A.P   | Masculino | Daehyun, Himchan Youngjae, Jongup e Zelo                                  | Yongguk      | 2019           | BABY                 |
| 2014    | Sonamoo | Feminino  | Minjae, D.ana, Euijin, High.D e NewSun                                    | -            | -              | Pine Fruit/Solbangul |
| 2017    | TRCNG   | Masculino | Ha Young, Ji Hun, Si Woo, Hyun Woo, Ho Hyeon, Ji Sung, Kang Min, Hak Min, | -            |                |                      |

### Subunidades
| Estreia | Artista     | Gênero    | Membros        | Grupo | Líder | Extinto em | Nome do fã-clube |
| ------- | ----------- | --------- | -------------- | ----- | ----- | ---------- | ---------------- |
| 2011    | Bang & Zelo | Masculino | Yongguk e Zelo | B.A.P | -     | 2019       | BABY             |

### Solistas & duos
| Estreia | Artista               | Gênero    | Membros | Líder | Grupo         | Extinto em | Nome do fã-clube  |
| ------- | --------------------- | --------- | ------- | ----- | ------------- | ---------- | ----------------- |
| 2008    | Untouchable           | Masculino | Duo     | -     | -             | 2019       | -                 |
| 2011    | Yongguk               | Masculino | Solo    | -     | B.A.P         | 2019       | BABY              |
| 2012    | Han Sunhwa & Youngjae | Misto     | Duo     | -     | SECRET, B.A.P | 2016       | SECRET TIME, BABY |

### Ex- artistas
| Estreia | Artista      | Gênero    | Membros | Líder | Grupo ou Duo | Ano da Saída | Nome fã-clube |
| ------- | ------------ | --------- | ------- | ----- | ------------ | ------------ | ------------- |
| 2009    | Jun Hyoseong | Feminino  | Solo    | -     | SECRET       | 2017         | SECRET TIME   |
| 2009    | Song Jieun   | Feminino  | Solo    | -     | SECRET       | 2017         | SECRET TIME   |
| 2009    | Sunhwa       | Feminino  | Solo    | -     | SECRET       | 2016         | SECRET TIME   |
| 2012    | Himchan      | Masculino | Solo    | -     | B.A.P        | 2019         | BABY          |
| 2012    | Yongguk      | Masculino | Solo    | -     | B.A.P        | 2019         | BABY          |
| 2012    | Daehyun      | Masculino | Solo    | -     | B.A.P        | 2019         | BABY          |
| 2012    | Youngjae     | Masculino | Solo    | -     | B.A.P        | 2019         | BABY          |
| 2012    | Jongup       | Masculino | Solo    | -     | B.A.P        | 2019         | BABY          |
| 2011    | Zelo         | Masculino | Solo    | -     | B.A.P        | 2019         | BABY          |
| 2006    | Sleepy       | Masculino | Solo    | -     | Untouchable  | 2019         | -             |
| 2014    | Nahyun       | Feminino  | Solo    | -     | SONAMOO      | 2019         | SolBangOol    |
| 2014    | Sumin        | Feminino  | Solo    | -     | SONAMOO      | 2019         | SolBangOol    |
| 2017    | Wooyeop      | Masculino | Solo    | -     | TRCNG        | 2019         | Champion      |
| 2017    | Taeseon      | Masculino | Solo    | -     | TRCNG        | 2019         | Champion      |

### Atores / Atrizes
- Han Soo Yeon